# Martiniques fotbollsförbund
Martiniques fotbollsförbund, officiellt Ligue de football de la Martinique, är ett specialidrottsförbund som organiserar fotbollen på Martinique.
Förbundet grundades 1953 och blev fullvärdiga medlemmar i Concacaf 2013. Förbundet är inte anslutet till Fifa men använder landskoden MTQ i officiella sammanhang.